# کایل کونویا
کایل کونویا (انگلیسی: Kyle Konwea؛ زادهٔ ۳۰ مارس ۱۹۸۹) بازیکن فوتبال اهل سوئد است که در پست دفاع وسط برای Assyriska FF بازی می‌کند.
از باشگاه‌هایی که در آن بازی کرده‌است می‌توان به باشگاه فوتبال سیاه‌جامگان خراسان و باشگاه فوتبال هکن اشاره کرد.

## عملکرد باشگاهی
او در تاریخ ۲۰ آذر ۱۳۹۴ به باشگاه فوتبال سیاه‌جامگان خراسان در لیگ برتر خلیج فارس پیوست. در ۱۴ مارس ۲۰۱۸ باشگاه فوتبال سینایوئن یالکاپالوکرهو اعلام کرد که قرارداد آنها با کونویا به دلیل ابتلا به بیماری‌های خانگی با توافق طرفین لغو شده‌است.

## زندگی شخصی
او از پدری نیجریه‌ای و مادری سوئدی متولد شد. فدراسیون فوتبال نیجریه با او تماس برقرار کرده‌است تا نماینده نیجریه در سطح بین‌المللی المللی باشد.